# Daniel Walsh
Daniel Walsh, né le 31 mai 1979 à Norwalk (Connecticut), est un rameur d'aviron américain. 

## Carrière
Daniel Walsh a participé aux Jeux olympiques de 2008 à Pékin. Il a remporté la médaille de bronze  avec le huit américain composé de Beau Hoopman, Matt Schnobrich, Micah Boyd, Wyatt Allen, Steven Coppola, Josh Inman, Bryan Volpenhein et Marcus McElhenney.